# Léonard Michon
Pour les articles homonymes, voir Michon.
Léonard Michon (1675-1746) est un ancien échevin de la ville de Lyon (France), qui fut avocat du Roi au bureau des finances de la généralité de Lyon et dans cette même ville recteur de l'hôpital de la Charité. Il fut également juge domanial du Forez. Il possédait une vaste bibliothèque, riche de quelque 1600 volumes, dont de précieux livres latins.
Il a rédigé durant près de trente ans, de 1715 à 1744, un journal de Lyon décrivant les mœurs et usages de ses contemporains et les événements marquants de la ville. Inspiré par les mémoires de Henri François Lambert d’Herbigny, ce journal de sept volumes, de 200 à 300 pages chacun, est un témoignage précieux de la vie lyonnaise de la première moitié du XVIIIe siècle.
Son cinquième enfant, Balthazard, né en 1720, lui succèdera à la charge d'avocat du Roi au bureau des finances de la généralité de Lyon.